# Sainte-Anne, Gers
Sainte-Anne este o comună în departamentul Gers din sudul Franței. În 2009 avea o populație de 113 de locuitori.

## Evoluția populației
| An        | 1975 | 1982 | 1990 | 1999 | 2006 | 2009 |
| --------- | ---- | ---- | ---- | ---- | ---- | ---- |
| Populație | 68   | 66   | 55   | 57   | 95   | 113  |